# Heterocypsela
 Heterocypsela   H. Rob., 1979 è un genere di piante angiosperme dicotiledoni della famiglia delle Asteraceae.

## Etimologia
Il nome scientifico del genere è stato definito per la prima volta dal botanico Harold Ernest Robinson (1932-2020) nella pubblicazione " Phytologia; Designed to Expedite Botanical Publication. New York" (Phytologia 44(7): 442) del 1979.

## Descrizione
Le piante di questo genere sono erbacee perenni. Talvolta sono ricoperte da peli simmetrici a forma di "T" e gli organi interni contengono lattoni sesquiterpenici.
Le foglie a volte formano una rosetta basale; mentre lungo il caule sono disposte in modo alterno. La forma della lamina è varia (da lanceolata a ovata). Le venature sono pennate. I bordi possono essere continui o dentati. Le stipole sono assenti. La superficie superiore è verde, quella inferiore è più scura.
Le infiorescenze sono formate da capolini, peduncolati, raccolti in formazioni di tipo cimoso scorpioide oppure sono organizzate in glomeruli ascellari. I capolini sono composti da un involucro a forma cilindrica, campanulata o globosa formato da circa 70 brattee disposte in modo embricato su circa 6 serie che fanno da protezione al ricettacolo sul quale s'inseriscono i fiori tubulosi. Le brattee sono connate, caudate-acuminate e per lo più persistenti. Il ricettacolo, piatto o convesso, è nudo (senza pagliette). Lunghezza dei peduncoli: 5 – 30 mm.
I fiori, circa 60 - 70 per ogni capolino, sono tetra-ciclici (ossia sono presenti 4 verticilli: calice – corolla – androceo – gineceo) e pentameri (ogni verticillo ha in genere 5 elementi). I fiori sono inoltre ermafroditi (e fertili) e actinomorfi (ossia tubulosi).
- Formula fiorale:

*/x K {\displaystyle \infty }, [C (5), A (5)], G 2 (infero), achenio
- Calice: i sepali del calice sono ridotti ad una coroncina di squame.
- Corolla: la corolla dei fiori è formata da un tubo terminante in 5 lunghi lobi. Il colore in prevalenza è lavanda.
- Androceo: gli stami sono 5 con filamenti liberi e distinti, mentre le antere sono saldate in un manicotto (o tubo) circondante lo stilo.[10] Le teche delle antere sono smussate, mentre le antere sono caudate con appendici a pareti sottili e glabre (in alcuni pochi casi sono ricoperte da ghiandole). Il polline è subtriporato (con tre aperture di tipo isodiametrica o poro) ed echinato (con punte) è inoltre "lophato".[11]
- Gineceo: lo stilo è filiforme con base provvista di nodi. La pubescenza è formata da peli a spazzola. L'ovario è infero uniloculare formato da 2 carpelli. L'ovulo è unico e anatropo. Gli stigmi dello stilo sono due ed hanno la superficie stigmatica interna (vicino alla base).[12]

I frutti sono degli acheni con pappo. La forma degli acheni esterni è obcompressa con 5 coste alate, spesso alate e provviste di densi rafidi subquadrati; la superficie può essere glabra o setolosa. La forma degli acheni interni è prismatica con superficie setolosa. Non è presente la fitomelanina. Il pappo è formato da setole; quello esterno è deciduo, quello interno è un po' persistente.

## Biologia
- Impollinazione: l'impollinazione avviene tramite insetti (impollinazione entomogama tramite farfalle diurne e notturne).
- Riproduzione: la fecondazione avviene fondamentalmente tramite l'impollinazione dei fiori (vedi sopra).
- Dispersione: i semi (gli acheni) cadendo a terra sono successivamente dispersi soprattutto da insetti tipo formiche (disseminazione mirmecoria). In questo tipo di piante avviene anche un altro tipo di dispersione: zoocoria. Infatti gli uncini delle brattee dell'involucro si agganciano ai peli degli animali di passaggio disperdendo così anche su lunghe distanze i semi della pianta.

## Distribuzione e habitat
Le specie di questo gruppo si trovano principalmente in Brasile.

## Tassonomia
La famiglia di appartenenza di questa voce (Asteraceae o Compositae, nomen conservandum) probabilmente originaria del Sud America, è la più numerosa del mondo vegetale, comprende oltre 23.000 specie distribuite su 1.535 generi, oppure 22.750 specie e 1.530 generi secondo altre fonti (una delle checklist più aggiornata elenca fino a 1.679 generi). La famiglia attualmente (2021) è divisa in 16 sottofamiglie.

### Filogenesi
Le specie di questo gruppo appartengono alla sottotribù Dipterocypselinae descritta all'interno della tribù Vernonieae Cass. della sottofamiglia Vernonioideae Lindl.. Questa classificazione è stata ottenuta ultimamente con le analisi del DNA delle varie specie del gruppo. Da un punto di vista filogenetico in base alle ultime analisi sul DNA la tribù Vernonieae è risultata divisa in due grandi cladi: Muovo Mondo e Vecchio Mondo. I generi di Dipterocypselinae appartengono al subclade relativo all'America tropicale (l'altro subclade americano comprende anche specie del Nord America e del Messico).
I caratteri distintivi per le specie di questo genere sono:
- i capolini sono peduncolati;
- le brattee dell'involucro sono acuminate, alate e con ciglia;
- il polline è "lophato";
- la corolla è actinomorfa.

### Elenco delle specie
Questo genere ha 2 specie:
- Heterocypsela andersonii  H. Rob.
- Heterocypsela brachylepis J.N. Nakaj. & D. Marques

Alcune differenze tra i caratteri delle due specie:
| Carattere                                 | H. andersonii          | H. brachylepis      |
| ----------------------------------------- | ---------------------- | ------------------- |
| Colorazione degli steli                   | giallo-bruno           | bianco-verde        |
| Dimensione delle foglie (cm)              | 7 - 14 x 5             | 6 - 21 x 2 - 9      |
| Infiorescenza                             | Monocasio              | Monocasio e dicasio |
| Diametro dei capolini (mm)                | 12 - 15                | 5 - 6               |
| Tipo di ricettacolo                       | piano                  | da piano a convesso |
| Forma delle brattee involucrali           | da lineari a filiformi | ovate               |
| Numero di fiori                           | 60 - 70                | 30 - 56             |
| Lunghezza della corolla (mm)              | 9                      | 5,5 - 7             |
| Forma dell'appendice apicale delle antere | ovata                  | lanceolata          |
| Spigoli degli acheni                      | alati                  | angolati            |